# Ernst Höpfner
Ernst Höpfner (Rawicz, 3 giugno 1836 – Gottinga, 28 febbraio 1915) è stato un filologo e educatore tedesco.

## Biografia
Studiò filologia presso le università di Halle e Bonn, poi fece dei viaggi studio attraverso la Francia e l'Inghilterra. Nel 1859 diventò un Oberlehrer a Neuruppin, successivamente direttore presso la Realschule zum Heiligen Geist a Breslavia (dal 1868). Nel 1873 fu nominato Provincialschulrat a Coblenza, e dal 1888 in poi fu associato con il Ministero della Cultura a Berlino. A partire dal 1894, fu curatore presso l'Università di Gottinga.
Nel 1868, con Julius Zacher fondò la rivista, Zeitschrift für deutsche Philologie. Nel 1890 fondò Gesellschaft für deutsche Erziehungs- und Schulgeschichte.

## Opere principali
- G.R. Weckherlin's Oden und Gesänge; ein Beitrag zur Geschichte der deutschen Dichtung, 1865.
- Reformbestrebungen auf dem Gebiete der deutschen Dichtung des XVI. und XVII. Jahrhunderts, 1866.[4]